# Bungaya Kangin
Bungaya Kangin is een bestuurslaag in het regentschap Karangasem van de provincie Bali, Indonesië. Bungaya Kangin telt 6262 inwoners (volkstelling 2010).